# Maurice Morrow, Baron Morrow

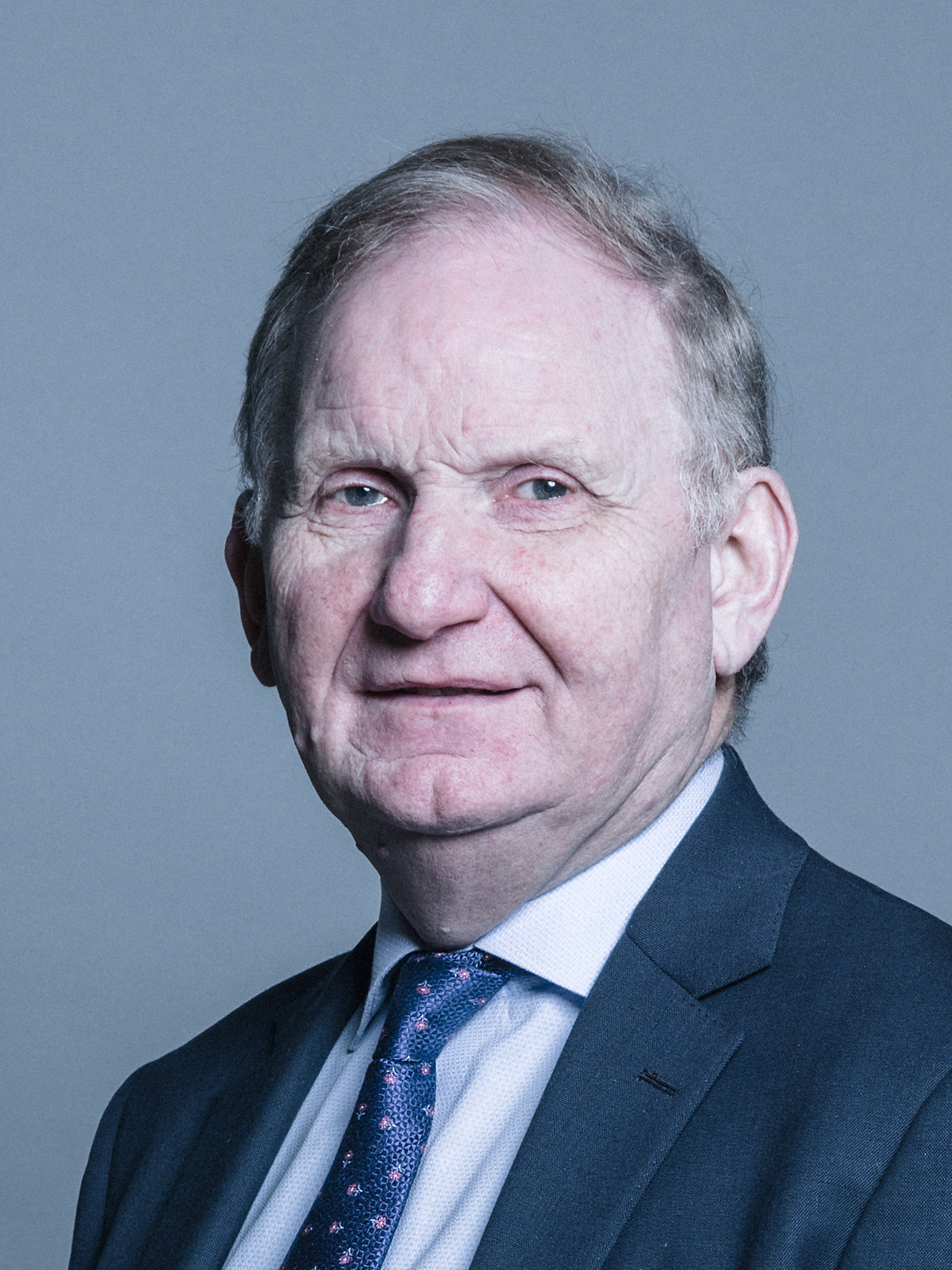
Maurice Morrow, Baron Morrow

Maurice George Morrow, Baron Morrow (* 27. September 1948 in Ballygawley, County Tyrone, Nordirland) ist ein britischer Politiker der Democratic Unionist Party (DUP), der seit 1998 Mitglied der Northern Ireland Assembly sowie seit 2006 als Life Peer Mitglied des House of Lords ist.

## Leben
Nach dem Besuch der Grundschule in Ballygawley und der Sekundarschule in Dungannon absolvierte Morrow ein Studium am Dungannon Technical College und war anschließend als Immobilienmakler tätig. Er begann seine politische Laufbahn in der Kommunalpolitik und ist seit 1973 Mitglied des Rates des District Dungannon and South Tyrone.
Bei den Wahlen vom 25. Juni 1998 wurde er als Kandidat der Democratic Unionist Party erstmals zum Mitglied in die Northern Ireland Assembly gewählt und vertritt in dieser nach seinen Wiederwahlen am 26. November 2003, 7. November 2007 sowie 5. Mai 2011 seither den Wahlkreis Fermanagh and South Tyrone. Während dieser Zeit war er vom 27. Juli 2000 bis zum 24. Oktober 2001 als Nachfolger von Nigel Dodds Minister für soziale Entwicklung in der vom Ersten Minister David Trimble geleiteten Exekutive Nordirlands.
Durch ein Letters Patent vom 7. Juni 2006 wurde Morrow, der seit 2000 als Nachfolger von James McClure Vorsitzender der DUP ist, als Life Peer mit dem Titel Baron Morrow, of Clogher Valley in the County of Tyrone, in den Adelsstand erhoben. Kurz darauf erfolgte am 27. Juni 2006 seine Einführung (Introduction) als Mitglied des House of Lords. Lord Morrow zählte damit neben Wallace Browne, Baron Browne of Belmont und Eileen Paisley, Baroness Paisley of St George’s zu den drei ersten Mitgliedern der DUP, die Mitglied des House of Lords wurden. Im Oberhaus gehört er zur Gruppe der sogenannten Crossbencher.
Neben seiner Oberhausmitgliedschaft war er zwischen 2006 und 2010 auch alternierendes Mitglied im Ausschuss der Regionen der Europäischen Union.
Seit Januar 2016 ist er erneut Minister für soziale Entwicklung.